# Discographie de Jay-Z
Cette page présente la discographie complète du rappeur Jay-Z.

## Albums

### Albums studio
| Année | Album / détails                                                                                            | Meilleures positions dans les Charts, | Meilleures positions dans les Charts, | Meilleures positions dans les Charts, | Meilleures positions dans les Charts, | Meilleures positions dans les Charts, | Meilleures positions dans les Charts, | Meilleures positions dans les Charts, | Meilleures positions dans les Charts, | Meilleures positions dans les Charts, | Meilleures positions dans les Charts, | Certifications ,                                                          | Ventes           |
| Année | Album / détails                                                                                            | US                                    | R&B                                   | CAN                                   | R.-U.                                 | NOR                                   | P.-B.                                 | FRA                                   | AUS                                   | SUI                                   | SUÈ                                   | Certifications ,                                                          | Ventes           |
| ----- | --- | ------------------------------------- | ------------------------------------- | ------------------------------------- | ------------------------------------- | ------------------------------------- | ------------------------------------- | ------------------------------------- | ------------------------------------- | ------------------------------------- | ------------------------------------- | ------------------------------------------------------------------------- | ---------------- |
| 1996  | Reasonable Doubt - Sortie : 25 juin 1996 - Label : Roc-A-Fella                                             | 23                                    | 3                                     | —                                     | 140                                   | —                                     | —                                     | —                                     | —                                     | —                                     | —                                     | - US : Platine                                                            | - US : 1 516 000 |
| 1997  | In My Lifetime, Vol. 1 - Sortie : 4 novembre 1997 - Labels : Roc-A-Fella, Def Jam                          | 3                                     | 2                                     | 36                                    | 78                                    | —                                     | —                                     | —                                     | —                                     | —                                     | —                                     | - US : Platine                                                            | - US : 1 412 000 |
| 1998  | Vol. 2... Hard Knock Life - Sortie : 29 septembre 1998 - Labels : Roc-A-Fella, Def Jam                     | 1                                     | 1                                     | 13                                    | 109                                   | —                                     | —                                     | —                                     | —                                     | —                                     | —                                     | - US : 5× Platine - CAN : Platine                                         | - US : 5 299 000 |
| 1999  | Vol. 3... Life And Times Of S. Carter - Sortie : 28 décembre 1999 - Labels : Roc-A-Fella, Def Jam          | 1                                     | 1                                     | 8                                     | 155                                   | —                                     | —                                     | —                                     | —                                     | —                                     | —                                     | - US : 3 × Platine - CAN : Or                                             | - US : 3 094 000 |
| 2000  | The Dynasty: Roc La Familia - Sortie : 25 octobre 2000 - Labels : Roc-A-Fella, Def Jam                     | 1                                     | 1                                     | 5                                     | 86                                    | —                                     | —                                     | —                                     | —                                     | —                                     | —                                     | - US : 2 × Platine                                                        | - US : 2 521 000 |
| 2001  | The Blueprint - Sortie : 11 septembre 2001 - Labels : Roc-A-Fella, Def Jam                                 | 1                                     | 1                                     | 3                                     | 30                                    | —                                     | —                                     | —                                     | —                                     | —                                     | —                                     | - US : 2 × Platine - CAN : Platine - R.-U. : Or                           | - US : 2 608 000 |
| 2002  | The Blueprint²: The Gift & The Curse - Sortie : 12 novembre 2002 - Labels : Roc-A-Fella, Def Jam           | 1                                     | 1                                     | 8                                     | 23                                    | —                                     | 97                                    | —                                     | —                                     | —                                     | —                                     | - US : 3 × Platine - CAN : 2 × Platine - R.-U. : Or                       | - US : 2 069 000 |
| 2003  | The Black Album - Sortie : 14 novembre 2003 - Labels : Roc-A-Fella, Def Jam                                | 1                                     | 1                                     | —                                     | 34                                    | 18                                    | 66                                    | 66                                    | —                                     | 29                                    | 41                                    | - US : 3 × Platine - CAN : Platine                                        | - US : 3 345 000 |
| 2006  | Kingdom Come - Sortie : 21 novembre 2006 - Labels : Roc-A-Fella, Def Jam                                   | 1                                     | 1                                     | 6                                     | 35                                    | —                                     | 71                                    | 79                                    | —                                     | 17                                    | 45                                    | - US : 2 × Platine - CAN : Platine                                        | - US : 2 510 000 |
| 2007  | American Gangster - Sortie : 6 novembre 2007 - Labels : Roc-A-Fella, Def Jam                               | 1                                     | 1                                     | 3                                     | 30                                    | 29                                    | 64                                    | 58                                    | —                                     | 17                                    | —                                     | - US : Platine                                                            | - US : 1 131 000 |
| 2009  | The Blueprint 3 - Sortie : 8 septembre 2009 - Labels : Roc Nation, Atlantic Records                        | 1                                     | 1                                     | 1                                     | 4                                     | 15                                    | 12                                    | 20                                    | 9                                     | 12                                    | 44                                    | - US : Platine - CAN : Platine - R.-U. : 3 × Platine - AUS : Or - IR : Or | - US : 1 825 000 |
| 2013  | Magna Carta Holy Grail - Sortie : 4 juillet 2013 - Labels : Roc Nation, Roc-A-Fella, Universal Music Group | 1                                     | 1                                     | 1                                     | 1                                     | 2                                     | 7                                     | 12                                    | 2                                     | 1                                     | 55                                    | - US : Platine                                                            | - US : 1 245 000 |
| 2017  | 4:44 - Sortie : 30 juin 2017 - Labels : Roc Nation                                                         | —                                     | —                                     | —                                     | —                                     | —                                     | —                                     | —                                     | —                                     | —                                     | —                                     | - US : Platine                                                            |                  |

### Albums live
| Année | Titre                                                                        | Positions dans les charts | Positions dans les charts |
| Année | Titre                                                                        | US 200                    | R&B                       |
| ----- | ---------------------------------------------------------------------------- | ------------------------- | ------------------------- |
| 2001  | Jay-Z: Unplugged - Sortie : 18 décembre 2001 - Labels : Roc-A-Fella, Def Jam | 31                        | 8                         |

### Albums en collaboration
| Année | Titre | Positions dans les charts, | Positions dans les charts, | Positions dans les charts, | Positions dans les charts, | Positions dans les charts, | Positions dans les charts, | Positions dans les charts, | Positions dans les charts, | Positions dans les charts, | Positions dans les charts, | Certifications |
| Année | Titre | 200                        | R&B                        | CAN                        | NOR                        | SUI                        | N.-Z.                      | FRA                        | IRL                        | P.-B.                      | R.-U.                      | Certifications |
| ----- | --- | -------------------------- | -------------------------- | -------------------------- | -------------------------- | -------------------------- | -------------------------- | -------------------------- | -------------------------- | -------------------------- | -------------------------- | --- |
| 2002  | The Best of Both Worlds (avec R. Kelly) - Sortie : 26 mars 2002 - Labels : Roc-A-Fella, Def Jam                             | 2                          | 1                          | 19                         | —                          | —                          | —                          | —                          | —                          | —                          | —                          | - US : Platine - FRA : Argent |
| 2004  | Unfinished Business (avec R. Kelly) - Sortie : 26 octobre 2004 - Labels : Roc-A-Fella, Def Jam                              | 1                          | 1                          | —                          | —                          | 65                         | —                          | 68                         | —                          | 60                         | 61                         | - US : Platine |
| 2004  | Collision Course (avec Linkin Park) - Sortie : 30 novembre 2004 - Labels : Roc-A-Fella, Def Jam, Machine Shop, Warner Bros. | 1                          | 3                          | 6                          | 1                          | 2                          | 4                          | 20                         | 6                          | 9                          | 15                         | - BRÉ : Or - AUS: Platine - R.-U. : Platine - CAN : 2 × Platine - FIMI: Platine - AUT: Or - DAN : Or - ALL : Or - SUI : Platine - IRL: Platine - US : Platine - N.-Z.: Platine - FRA : Or |
| 2011  | Watch the Throne (avec Kanye West) - Sortie : 2 août 2011 - Labels : Roc-A-Fella, Roc Nation, Def Jam                       | 1                          | 1                          | 1                          | 1                          | 1                          | 4                          | 10                         | 5                          | 3                          | 3                          | - AUS : Or - CAN : Platine - USA : Platine |
| 2018  | Everything Is Love (avec Beyoncé) - Sortie : 16 juin 2018 - Labels : Parkwood, Sony Music, SC, Roc Nation                   |                            |                            |                            |                            |                            |                            |                            |                            |                            |                            | |

### Compilations
| Année | Titre | Positions dans les charts | Positions dans les charts |
| Année | Titre | US 200                    | R&B                       |
| ----- | --- | ------------------------- | ------------------------- |
| 2002  | Chapter One: Greatest Hits - Sortie : 11 mars 2002 - Labels : BMG (Allemagne) (Japon) Northwestside Records (R.-U.) | —                         | —                         |
| 2003  | Blueprint 2.1 - Sortie : 8 avril 2003 - Labels : Roc-A-Fella, Def Jam                                               | 17                        | 6                         |
| 2003  | Bring It On: The Best of Jay-Z - Sortie : 25 novembre 2003 - Labels : BMG (Japon) Camden Records (R.-U.)            | —                         | —                         |
| 2006  | Greatest Hits - Sortie : 25 septembre 2006 - Label : Sony BMG (R.-U.)                                               | —                         | —                         |
| 2010  | The Hits Collection Volume 1 - Sortie : 22 novembre 2010 - Labels : Roc Nation, Def Jam                             | 43                        | 11                        |

### Mash-up
- 2004 : The Grey Album de Danger Mouse
  - Mash-up entre les morceaux a cappella du Black Album sur des samples de l'album blanc des Beatles

### Musiques de film
| Année | Titre | Positions dans les charts, | Positions dans les charts, | Positions dans les charts, | Positions dans les charts, | Positions dans les charts, | Positions dans les charts, | Positions dans les charts, | Positions dans les charts, | Positions dans les charts, | Positions dans les charts, | Certifications |
| Année | Titre | 200                        | R&B                        | CAN                        | NOR                        | SUI                        | N.-Z.                      | FRA                        | IRL                        | P.-B.                      | R.-U.                      | Certifications |
| ----- | --- | -------------------------- | -------------------------- | -------------------------- | -------------------------- | -------------------------- | -------------------------- | -------------------------- | -------------------------- | -------------------------- | -------------------------- | -------------- |
| 1998  | Streets Is Watching Soundtrack (avec divers artistes) - Sortie : 5 mai 1998 - Labels : Roc-A-Fella, Def Jam                | 27                         | 3                          | —                          | —                          | —                          | —                          | —                          | —                          | —                          | —                          | - US : Platine |
| 2013  | The Great Gatsby: Music from Baz Luhrmann's Film (producteur exécutif) - Sortie : 7 mai 2013 - Labels : Interscope Records | 2                          | —                          | —                          | —                          | —                          | —                          | —                          | —                          | —                          | —                          |                |

### Mixtapes
- 2004 : S.Carter : The Re-Mix
- 2006 : Jayhovah : The God M.C

## Singles

### Sur ses albums
| Année                  | Titre                                                              | Meilleures positions dans les charts | Meilleures positions dans les charts | Meilleures positions dans les charts | Meilleures positions dans les charts | Meilleures positions dans les charts | Meilleures positions dans les charts | Meilleures positions dans les charts | Meilleures positions dans les charts | Meilleures positions dans les charts | Meilleures positions dans les charts | Album                                   |
| Année                  | Titre                                                              | Hot 100                              | R&B                                  | Rap                                  | AUS                                  | CAN,                                 | FRA                                  | ALL                                  | IRL                                  | N.-Z.                                | R.-U.                                | Album                                   |
| ---------------------- | ------------------------------------------------------------------ | ------------------------------------ | ------------------------------------ | ------------------------------------ | ------------------------------------ | ------------------------------------ | ------------------------------------ | ------------------------------------ | ------------------------------------ | ------------------------------------ | ------------------------------------ | --------------------------------------- |
| 1995                   | "In My Lifetime"                                                   | —                                    | —                                    | —                                    | —                                    | —                                    | —                                    | —                                    | —                                    | —                                    | —                                    | —                                       |
| 1996                   | "Dead Presidents II"                                               | —                                    | —                                    | —                                    | —                                    | —                                    | —                                    | —                                    | —                                    | —                                    | —                                    | Reasonable Doubt                        |
| 1996                   | "Ain't No Nigga" (featuring Foxy Brown)                            | 50                                   | 17                                   | 4                                    | —                                    | —                                    | —                                    | —                                    | —                                    | —                                    | 31                                   | Reasonable Doubt                        |
| 1996                   | "Can't Knock the Hustle" (featuring Mary J. Blige)                 | 73                                   | 35                                   | 7                                    | —                                    | —                                    | —                                    | —                                    | —                                    | —                                    | 30                                   | Reasonable Doubt                        |
| 1997                   | "Feelin' It" (featuring Mecca)                                     | 79                                   | 46                                   | 13                                   | —                                    | —                                    | —                                    | —                                    | —                                    | —                                    | —                                    | Reasonable Doubt                        |
| 1997                   | "Who You Wit II"                                                   | 84                                   | 25                                   | 18                                   | —                                    | —                                    | —                                    | —                                    | —                                    | —                                    | 65                                   | In My Lifetime, Vol. 1                  |
| 1997                   | "(Always Be My) Sunshine" (featuring Babyface & Foxy Brown)        | 95                                   | 37                                   | 16                                   | —                                    | —                                    | —                                    | 18                                   | —                                    | —                                    | 25                                   | In My Lifetime, Vol. 1                  |
| 1997                   | "Wishing on a Star" (featuring Gwen Dickey)                        | —                                    | —                                    | —                                    | —                                    | —                                    | —                                    | 56                                   | —                                    | —                                    | 13                                   | In My Lifetime, Vol. 1                  |
| 1998                   | "The City Is Mine" (featuring Blackstreet)                         | 52                                   | 37                                   | 14                                   | —                                    | —                                    | —                                    | 28                                   | —                                    | —                                    | 38                                   | In My Lifetime, Vol. 1                  |
| 1998                   | "It's Alright" (featuring Memphis Bleek)                           | 61                                   | 32                                   | 9                                    | —                                    | —                                    | —                                    | —                                    | —                                    | —                                    | —                                    | Bande originale de Streets Is Watching  |
| 1998                   | "Love for Free"                                                    | 86                                   | 28                                   | —                                    | —                                    | —                                    | —                                    | —                                    | —                                    | —                                    | —                                    | Bande originale de Streets Is Watching  |
| 1998                   | "Can I Get A..." (featuring Amil & Ja Rule)                        | 19                                   | 6                                    | 22                                   | —                                    | 36                                   | —                                    | 12                                   | —                                    | —                                    | 24                                   | Bande originale de Rush Hour            |
| 1998                   | "Hard Knock Life (Ghetto Anthem)"                                  | 15                                   | 10                                   | 2                                    | 31                                   | 7                                    | 21                                   | 5                                    | —                                    | 10                                   | 2                                    | Vol. 2: Hard Knock Life                 |
| 1999                   | "Money, Cash, Hoes" (featuring DMX)                                | 116                                  | 36                                   | 19                                   | —                                    | —                                    | —                                    | —                                    | —                                    | —                                    | —                                    | Vol. 2: Hard Knock Life                 |
| 1999                   | "Jigga What, Jigga Who" (featuring Jaz-O & Amil)                   | 84                                   | 23                                   | —                                    | —                                    | —                                    | —                                    | —                                    | —                                    | —                                    | —                                    | Vol. 2: Hard Knock Life                 |
| 1999                   | "Jigga My Nigga"                                                   | 28                                   | 6                                    | 2                                    | —                                    | —                                    | —                                    | —                                    | —                                    | —                                    | —                                    | Vol. 3... Life And Times Of S. Carter   |
| 1999                   | "Girl's Best Friend" (featuring Mashonda)                          | 52                                   | 19                                   | —                                    | —                                    | —                                    | —                                    | —                                    | —                                    | —                                    | —                                    | Vol. 3... Life And Times Of S. Carter   |
| 1999                   | "Do It Again (Put Ya Hands Up)" (featuring Beanie Sigel & Amil)    | 65                                   | 17                                   | 9                                    | —                                    | —                                    | —                                    | —                                    | —                                    | —                                    | —                                    | Vol. 3... Life And Times Of S. Carter   |
| 2000                   | "Anything"                                                         | 55                                   | 19                                   | 9                                    | —                                    | —                                    | —                                    | —                                    | —                                    | —                                    | 18                                   | The Truth                               |
| 2000                   | "Big Pimpin'" (featuring UGK)                                      | 18                                   | 6                                    | 3                                    | —                                    | —                                    | —                                    | —                                    | —                                    | —                                    | 29                                   | Vol. 3... Life and Times of S. Carter   |
| 2000                   | "Hey Papi" (featuring Memphis Bleek & Amil)                        | 76                                   | 16                                   | 12                                   | —                                    | —                                    | —                                    | —                                    | —                                    | —                                    | —                                    | Bande originale de La Famille foldingue |
| 2000                   | "I Just Wanna Love U (Give It 2 Me)"                               | 11                                   | 1                                    | 4                                    | —                                    | —                                    | 76                                   | 75                                   | —                                    | —                                    | 17                                   | The Dynasty: Roc La Familia             |
| 2001                   | "Change the Game" (featuring Beanie Sigel, Memphis Bleek & Static) | 86                                   | 29                                   | 10                                   | —                                    | —                                    | —                                    | —                                    | —                                    | —                                    | —                                    | The Dynasty: Roc La Familia             |
| 2001                   | "Guilty Until Proven Innocent" (featuring R. Kelly)                | 82                                   | 29                                   | 12                                   | —                                    | —                                    | —                                    | —                                    | —                                    | —                                    | —                                    | The Dynasty: Roc La Familia             |
| 2001                   | "Izzo (H.O.V.A.)"                                                  | 8                                    | 4                                    | 7                                    | 23                                   | —                                    | —                                    | —                                    | —                                    | —                                    | 21                                   | The Blueprint                           |
| 2001                   | "Girls, Girls, Girls"                                              | 17                                   | 4                                    | 9                                    | —                                    | —                                    | —                                    | 86                                   | —                                    | —                                    | 11                                   | The Blueprint                           |
| 2002                   | "Song Cry"                                                         | —                                    | 45                                   | 23                                   | —                                    | —                                    | —                                    | —                                    | —                                    | —                                    | —                                    | The Blueprint                           |
| 2002                   | "Hovi Baby"                                                        | —                                    | 76                                   | —                                    | —                                    | —                                    | —                                    | —                                    | —                                    | —                                    | —                                    | The Blueprint²: The Gift & The Curse    |
| 2002                   | "'03 Bonnie & Clyde" (featuring Beyoncé)                           | 4                                    | 5                                    | 2                                    | 2                                    | 4                                    | 25                                   | 6                                    | 12                                   | 4                                    | 2                                    | The Blueprint²: The Gift & The Curse    |
| 2002                   | "Excuse Me Miss"                                                   | 8                                    | 1                                    | 2                                    | 38                                   | 8                                    | —                                    | 67                                   | —                                    | —                                    | 17                                   | The Blueprint²: The Gift & The Curse    |
| 2003                   | "Change Clothes"                                                   | 10                                   | 6                                    | 4                                    | 46                                   | —                                    | —                                    | 54                                   | —                                    | —                                    | 32                                   | The Black Album                         |
| 2004                   | "Dirt Off Your Shoulder"                                           | 5                                    | 3                                    | 2                                    | —                                    | —                                    | —                                    | —                                    | 23                                   | —                                    | 12*                                  | The Black Album                         |
| 2004                   | "99 Problems"                                                      | 30                                   | 26                                   | 10                                   | —                                    | —                                    | -                                    | 67                                   | —                                    | —                                    | 12*                                  | The Black Album                         |
| 2006                   | "Show Me What You Got"                                             | 8                                    | 3                                    | 4                                    | —                                    | —                                    | —                                    | —                                    | —                                    | 38                                   | 38                                   | Kingdom Come                            |
| 2006                   | "Lost One" (featuring Chrisette Michele)                           | 58                                   | 19                                   | 10                                   | —                                    | —                                    | —                                    | —                                    | —                                    | —                                    | —                                    | Kingdom Come                            |
| 2007                   | "30 Something"                                                     | 107                                  | 21                                   | 13                                   | —                                    | —                                    | —                                    | —                                    | —                                    | —                                    | —                                    | Kingdom Come                            |
| 2007                   | "Hollywood" (featuring Beyoncé)                                    | 99                                   | 56                                   | 21                                   | —                                    | —                                    | —                                    | —                                    | —                                    | —                                    | —                                    | Kingdom Come                            |
| 2007                   | "Blue Magic" (featuring Pharrell)                                  | 55                                   | 31                                   | 17                                   | —                                    | 69                                   | —                                    | —                                    | —                                    | —                                    | —                                    | American Gangster                       |
| 2007                   | "Roc Boys (And the Winner Is)..."                                  | 63                                   | 15                                   | 8                                    | —                                    | —                                    | —                                    | —                                    | —                                    | —                                    | 117                                  | American Gangster                       |
| 2007                   | "I Know" (featuring Pharrell)                                      | 118                                  | 26                                   | 11                                   | —                                    | —                                    | —                                    | —                                    | —                                    | —                                    | —                                    | American Gangster                       |
| 2009                   | "D.O.A. (Death of Auto-Tune)"                                      | 24                                   | 43                                   | 15                                   | —                                    | —                                    | —                                    | —                                    | —                                    | —                                    | 79                                   | The Blueprint 3                         |
| 2009                   | "Run This Town" (featuring Kanye West & Rihanna)                   | 2                                    | 3                                    | 1                                    | 9                                    | 6                                    | —                                    | 17                                   | 3                                    | 9                                    | 1                                    | The Blueprint 3                         |
| 2009                   | "Empire State of Mind" (featuring Alicia Keys)                     | 1                                    | 1                                    | 1                                    | 4                                    | 3                                    | 8                                    | 11                                   | 2                                    | 6                                    | 2                                    | The Blueprint 3                         |
| 2009                   | "On to the Next One" (featuring Swizz Beatz)                       | 37                                   | 9                                    | 5                                    | —                                    | 58                                   | —                                    | —                                    | —                                    | —                                    | 38                                   | The Blueprint 3                         |
| 2010                   | "Young Forever" (featuring Mr Hudson)                              | 10                                   | 86                                   | 16                                   | 28                                   | 21                                   | —                                    | —                                    | 11                                   | 32                                   | 10                                   | The Blueprint 3                         |
| 2012                   | "Glory"                                                            |                                      | 63                                   | 23                                   | —                                    | —                                    | —                                    | —                                    | —                                    | —                                    | —                                    | —                                       |
| 2013                   | "Holy Grail" (featuring Justin Timberlake)                         | 7                                    | 2                                    | 1                                    | 42                                   | 17                                   | 40                                   | 25                                   | 53                                   | 26                                   | 15                                   | Magna Carta... Holy Grail               |
| 2013                   | "Tom Ford"                                                         | 39                                   | 11                                   | —                                    | —                                    | —                                    | —                                    | —                                    | —                                    | —                                    | 164                                  | Magna Carta... Holy Grail               |
| 2014                   | "Part II (On the Run)"                                             | —                                    | —                                    | —                                    | —                                    | —                                    | —                                    | —                                    | —                                    | —                                    | —                                    | Magna Carta... Holy Grail               |
| "—" = titre non classé |                                                                    |                                      |                                      |                                      |                                      |                                      |                                      |                                      |                                      |                                      |                                      |                                         |

- * : Au Royaume-Uni, "99 Problems" et "Dirt Off Your Shoulder" ont été commercialisées sur un même single[33].

### En collaboration
| Année | Titre                                                        | Meilleures positions dans les charts | Meilleures positions dans les charts | Meilleures positions dans les charts | Meilleures positions dans les charts | Meilleures positions dans les charts | Album                   |
| Année | Titre                                                        | Hot 100 ,                            | R&B ,                                | Rap                                  | UK                                   | CAN                                  | Album                   |
| ----- | ------------------------------------------------------------ | ------------------------------------ | ------------------------------------ | ------------------------------------ | ------------------------------------ | ------------------------------------ | ----------------------- |
| 2002  | "Honey" (avec R. Kelly)                                      | —                                    | 109                                  | —                                    | 35                                   | —                                    | The Best of Both Worlds |
| 2002  | "Take You Home with Me (A.K.A. Body)" (avec R. Kelly)        | 81                                   | 41                                   | 5                                    | —                                    | —                                    | The Best of Both Worlds |
| 2004  | "Big Chips" (avec R. Kelly)                                  | 39                                   | 17                                   | 14                                   | —                                    | —                                    | Unfinished Business     |
| 2004  | "Don't Let Me Die" (avec R. Kelly)                           | 124                                  | 58                                   | —                                    | —                                    | —                                    | Unfinished Business     |
| 2004  | "Numb/Encore" (avec Linkin Park)                             | 20                                   | 94                                   | —                                    | 14                                   | —                                    | Collision Course        |
| 2010  | "Stranded (Haiti Mon Amour)" (avec Bono, The Edge & Rihanna) | 16                                   | —                                    | —                                    | 41                                   | 6                                    | Hope for Haiti Now      |
| 2011  | "H•A•M" (avec Kanye West)                                    | 23                                   | 24                                   | 15                                   | 30                                   | 47                                   | Watch the Throne        |
| 2011  | "Otis" (avec Kanye West)                                     | 13                                   | 3                                    | 2                                    | 28                                   | 37                                   | Watch the Throne        |
| 2011  | "Lift Off" (avec Kanye West & Beyoncé Knowles)               | —                                    | —                                    | —                                    | —                                    | —                                    | Watch the Throne        |
| 2011  | "Niggas in Paris" (avec Kanye West)                          | —                                    | —                                    | —                                    | —                                    | —                                    | Watch the Throne        |
| 2011  | "Why I Love You" (avec Kanye West & Mr Hudson)               | —                                    | —                                    | —                                    | —                                    | —                                    | Watch the Throne        |
| 2011  | "Gotta Have It" (avec Kanye West)                            | 69                                   | 14                                   | 13                                   | —                                    | —                                    | Watch the Throne        |
| 2012  | "No Church in the Wild" (avec Kanye West & Frank Ocean)      | —                                    | —                                    | —                                    | —                                    | —                                    | Watch the Throne        |
| 2018  | "Apeshit" (avec Beyoncé)                                     | —                                    | —                                    | —                                    | —                                    | —                                    | Everything Is Love      |

### Autres titres classés
| Année | Titre                                                                             | Meilleures positions dans les charts | Meilleures positions dans les charts | Meilleures positions dans les charts | Album                                         |
| Année | Titre                                                                             | US                                   | US R&B                               | US Rap                               | Album                                         |
| ----- | --------------------------------------------------------------------------------- | ------------------------------------ | ------------------------------------ | ------------------------------------ | --------------------------------------------- |
| 2000  | "Things That U Do" (featuring Mariah Carey)                                       | —                                    | 120                                  | —                                    | Vol. 3... Life and Times of S. Carter         |
| 2000  | "So Ghetto"                                                                       | —                                    | 109                                  | —                                    | Vol. 3... Life and Times of S. Carter         |
| 2000  | "Parking Lot Pimpin'"                                                             | —                                    | 113                                  | —                                    | The Dynasty: Roc La Familia                   |
| 2000  | "Best of Me (Holla Remix)" (Mýa featuring Jay-Z)                                  | —                                    | 55                                   | —                                    | DJ Clue Presents Backstage: A Hard Knock Life |
| 2000  | "Mi Amor" (Angie Martinez featuring Jay-Z)                                        | —                                    | 51                                   | —                                    | Up Close and Personal                         |
| 2001  | "U Don't Know"                                                                    | —                                    | 105                                  | —                                    | The Blueprint                                 |
| 2001  | "Think It's a Game" (Beanie Sigel featuring Jay-Z, Freeway & Lil Chris)           | —                                    | 99                                   | —                                    | The Reason                                    |
| 2002  | "People Talking"                                                                  | —                                    | 77                                   | —                                    | Jay-Z: Unplugged                              |
| 2002  | "Jigga That Nigga"                                                                | 66                                   | 27                                   | 7                                    | The Blueprint                                 |
| 2002  | "The Best of Both Worlds" (avec R. Kelly)                                         | 115                                  | 39                                   | —                                    | The Best of Both Worlds                       |
| 2002  | "Get This Money" (avec R. Kelly)                                                  | 115                                  | 37                                   | 18                                   | The Best of Both Worlds                       |
| 2002  | "Somebody's Girl" (avec R. Kelly)                                                 | —                                    | 41                                   | 24                                   | The Best of Both Worlds                       |
| 2002  | "Shake Ya Body" (avec R. Kelly featuring Lil' Kim)                                | —                                    | 72                                   | —                                    | The Best of Both Worlds                       |
| 2003  | "The Watcher 2" (featuring Dr. Dre, Truth Hurts & Rakim)                          | —                                    | 123                                  | —                                    | The Blueprint²: The Gift & the Curse          |
| 2003  | "The Bounce"                                                                      | —                                    | 112                                  | —                                    | The Blueprint²: The Gift & the Curse          |
| 2003  | "All Around the World" (featuring LaToiya Williams)                               | —                                    | 110                                  | —                                    | The Blueprint²: The Gift & the Curse          |
| 2003  | "Love & Life Intro" (Mary J. Blige featuring Jay-Z & P. Diddy)                    | —                                    | 121                                  | —                                    | Love & Life                                   |
| 2003  | "La-La-La (Excuse Me Again)"                                                      | 112                                  | 37                                   | 20                                   | Blueprint 2.1                                 |
| 2003  | "Stop"                                                                            | —                                    | 53                                   | —                                    | Blueprint 2.1                                 |
| 2003  | "What More Can I Say"                                                             | —                                    | 48                                   | —                                    | The Black Album                               |
| 2003  | "Public Service Announcement (Interlude)"                                         | —                                    | 107                                  | —                                    | The Black Album                               |
| 2003  | "Encore"                                                                          | 106                                  | 30                                   | 22                                   | The Black Album                               |
| 2004  | "December 4th"                                                                    | —                                    | 105                                  | —                                    | The Black Album                               |
| 2004  | "Lucifer"                                                                         | —                                    | 114                                  | —                                    | The Black Album                               |
| 2004  | "The Return" (avec R. Kelly)                                                      | —                                    | 104                                  | —                                    | Unfinished Business                           |
| 2004  | "Don't Let Me Die" (avec R. Kelly)                                                | 124                                  | 58                                   | —                                    | Unfinished Business                           |
| 2005  | "Dear Summer"                                                                     | 116                                  | 30                                   | —                                    | 534                                           |
| 2005  | "Whatchu Want" (The Notorious B.I.G. featuring Jay-Z)                             | —                                    | 76                                   | —                                    | Duets: The Final Chapter                      |
| 2006  | "Kingdom Come"                                                                    | 98                                   | —                                    | —                                    | Kingdom Come                                  |
| 2006  | "Turn Off the Lights" (Mary J. Blige featuring Jay-Z)                             | —                                    | 115                                  | —                                    | —                                             |
| 2006  | "Black Republican" (Nas featuring Jay-Z)                                          | 124                                  | 102                                  | —                                    | Hip Hop Is Dead                               |
| 2007  | "Hello Brooklyn 2.0" (feat. Lil Wayne)                                            | —                                    | 105                                  | —                                    | American Gangster                             |
| 2007  | "American Dreamin'"                                                               | —                                    | 125                                  | —                                    | American Gangster                             |
| 2008  | "You're Welcome" (featuring Mary J. Blige)                                        | —                                    | 55                                   | —                                    | Singles promotionnels                         |
| 2008  | "Ain't I" (featuring Timbaland)                                                   | —                                    | 113                                  | —                                    | Singles promotionnels                         |
| 2008  | "Maybach Music" (Rick Ross featuring Jay-Z)                                       | —                                    | 113                                  | —                                    | Trilla                                        |
| 2008  | "Jockin' JAY-Z"                                                                   | —                                    | 51                                   | 18                                   | The Blueprint 3 (Titre bonus)                 |
| 2008  | "Brooklyn Go Hard" (featuring Santigold)                                          | —                                    | 61                                   | 18                                   | Bande originale de Notorious B.I.G.           |
| 2009  | "Off That" (featuring Drake)                                                      | —                                    | 112                                  | —                                    | The Blueprint 3                               |
| 2009  | "Venus vs. Mars"                                                                  | —                                    | 90                                   | —                                    | The Blueprint 3                               |
| 2009  | "Real As It Gets" (featuring Young Jeezy)                                         | —                                    | 82                                   | —                                    | The Blueprint 3                               |
| 2009  | "A Star Is Born" (featuring J. Cole)                                              | —                                    | 91                                   | —                                    | The Blueprint 3                               |
| 2010  | "Light Up" (Drake featuring Jay-Z)                                                | —                                    | 85                                   | —                                    | Thank Me Later                                |
| 2010  | "So Appalled" (Kanye West featuring Jay-Z, Pusha T, Swizz Beatz & Cyhi Da Prynce) | —                                    | 114                                  | —                                    | My Beautiful Dark Twisted Fantasy             |
| 2011  | "Who Gon Stop Me" (avec Kanye West)                                               | 44                                   | —                                    | —                                    | Watch the Throne                              |
| 2011  | "Illest Motherfucker Alive" (avec Kanye West)                                     | 104                                  | —                                    | —                                    | Watch the Throne                              |
| 2011  | "No Church in the Wild" (avec Kanye West featuring Frank Ocean)                   | 72                                   | 59                                   | 25                                   | Watch the Throne                              |
| 2011  | "Welcome to the Jungle" (avec Kanye West featuring Swizz Beatz)                   | —                                    | 106                                  | —                                    | Watch the Throne                              |
| 2011  | "Mr. Nice Watch" (J. Cole featuring Jay-Z)                                        | 119                                  | 87                                   | —                                    | Cole World: The Sideline Story                |
| 2013  | "Picasso Baby"                                                                    | 91                                   | —                                    | —                                    | Magna Carta... Holy Grail                     |

### En tant qu'artiste invité
| Année | Titre                                                                                                  | Meilleures positions dans les charts | Meilleures positions dans les charts | Meilleures positions dans les charts | Meilleures positions dans les charts | Meilleures positions dans les charts | Meilleures positions dans les charts | Album                              |
| Année | Titre                                                                                                  | US                                   | US R&B                               | US Rap                               | UK                                   | CAN                                  | FRA                                  | Album                              |
| ----- | --- | ------------------------------------ | ------------------------------------ | ------------------------------------ | ------------------------------------ | ------------------------------------ | ------------------------------------ | ---------------------------------- |
| 1989  | "Hawaiian Sophie" (The Jaz featuring Jay-Z)                                                            | —                                    | —                                    | 18                                   | —                                    | —                                    | —                                    | A Word to the Jaz                  |
| 1990  | "It's That Simple" (The Jaz featuring Jay-Z)                                                           | —                                    | —                                    | —                                    | —                                    | —                                    | —                                    | To Your Soul                       |
| 1990  | "The Originators" (The Jaz featuring Jay-Z)                                                            | —                                    | —                                    | 13                                   | —                                    | —                                    | —                                    | To Your Soul                       |
| 1994  | "Show & Prove" (Big Daddy Kane featuring Scoob Lover, Sauce Money, Shyheim, Jay-Z & Ol' Dirty Bastard) | —                                    | —                                    | —                                    | —                                    | —                                    | —                                    | Daddy's Home                       |
| 1995  | "Da Graveyard" (Big L featuring Lord Finesse, Microphone Nut, Jay-Z, Party Arty & Y.U.)                | —                                    | —                                    | —                                    | —                                    | —                                    | —                                    | Lifestylez Ov Da Poor & Dangerous  |
| 1996  | "I'll Be" (Foxy Brown featuring Jay-Z)                                                                 | 7                                    | 5                                    | 2                                    | —                                    | —                                    | —                                    | Ill Na Na                          |
| 1997  | "All of My Days" (Changing Faces featuring Jay-Z & R. Kelly)                                           | 65                                   | 38                                   | —                                    | —                                    | —                                    | —                                    | All Day, All Night                 |
| 1998  | "Love for Free" (Rell featuring Jay-Z)                                                                 | 86                                   | 28                                   | —                                    | —                                    | —                                    | —                                    | Streets Is Watching Soundtrack     |
| 1998  | "Money Ain't a Thang" (Jermaine Dupri featuring Jay-Z)                                                 | 52                                   | 10                                   | 28                                   | —                                    | —                                    | —                                    | Life in 1472                       |
| 1999  | "Lobster & Scrimp" (Timbaland featuring Jay-Z)                                                         | —                                    | 59                                   | —                                    | —                                    | —                                    | —                                    | Tim's Bio : Life From Da Bassment  |
| 1999  | "Heartbreaker" (Mariah Carey featuring Jay-Z)                                                          | 1                                    | 1                                    | —                                    | 5                                    | 1                                    | 4                                    | Rainbow                            |
| 1999  | "What You Think of That" (Memphis Bleek featuring Jay-Z)                                               | —                                    | 109                                  | 49                                   | —                                    | —                                    | —                                    | Coming of Age                      |
| 2000  | "4 Da Fam" (Amil featuring Jay-Z, Beanie Sigel & Memphis Bleek)                                        | 99                                   | 48                                   | 29                                   | —                                    | —                                    | —                                    | All Money Is Legal                 |
| 2000  | "Is That Your Chick (The Lost Verses)" (Memphis Bleek featuring Jay-Z, Twista & Missy Elliott)         | 68                                   | 18                                   | 7                                    | —                                    | —                                    | —                                    | The Understanding                  |
| 2001  | "Do My..." (Memphis Bleek featuring Jay-Z)                                                             | —                                    | 68                                   | 24                                   | —                                    | —                                    | —                                    | The Understanding                  |
| 2001  | "Fiesta (Remix)" (R. Kelly featuring Jay-Z, Boo & Gotti)                                               | 6                                    | 1                                    | —                                    | 23                                   | —                                    | 17                                   | TP-2.com                           |
| 2002  | "Let's Go!" (Jaz-O & Dibiase featuring Jay-Z)                                                          | —                                    | 48                                   | —                                    | —                                    | —                                    | —                                    | Kingz Kounty                       |
| 2002  | "Welcome to New York City" (Cam'ron featuring Jay-Z & Juelz Santana)                                   | —                                    | 55                                   | —                                    | —                                    | —                                    | —                                    | Come Home with Me                  |
| 2002  | "Guess Who's Back" (Scarface featuring Jay-Z & Beanie Sigel)                                           | 78                                   | 22                                   | 10                                   | —                                    | —                                    | —                                    | The Fix                            |
| 2002  | "It's Obvious" (Rell featuring Jay-Z)                                                                  | —                                    | 71                                   | —                                    | —                                    | —                                    | —                                    | Seulement en single                |
| 2002  | "What We Do" (Freeway featuring Jay-Z & Beanie Sigel)                                                  | 97                                   | 47                                   | —                                    | —                                    | —                                    | —                                    | Philadelphia Freeway               |
| 2003  | "Beware of The Boys (Mundian To Bach Ke)" (Panjabi MC featuring Jay-Z)                                 | 33                                   | 21                                   | —                                    | —                                    | 10                                   | —                                    | Beware                             |
| 2003  | "Back in the Day" (Missy Elliott featuring Jay-Z)                                                      | 62                                   | 86                                   | —                                    | —                                    | —                                    | —                                    | Under Construction                 |
| 2003  | "Frontin'" (Pharrell featuring Jay-Z)                                                                  | 5                                    | 1                                    | 1                                    | 6                                    | 9                                    | —                                    | The Neptunes Present... Clones     |
| 2003  | "Crazy in Love" (Beyoncé featuring Jay-Z)                                                              | 1                                    | 1                                    | —                                    | 1                                    | 2                                    | 21                                   | Dangerously in Love                |
| 2004  | "Storm" (Lenny Kravitz featuring Jay-Z)                                                                | 98                                   | 50                                   | —                                    | —                                    | —                                    | —                                    | Baptism                            |
| 2005  | "Go Crazy" (Young Jeezy featuring Jay-Z)                                                               | 103                                  | 22                                   | 22                                   | —                                    | —                                    | —                                    | Let's Get It : Thug Motivation 101 |
| 2006  | "Get Throwed" (Bun B featuring Pimp C, Young Jeezy, Z-Ro & Jay-Z)                                      | —                                    | 49                                   | 24                                   | —                                    | —                                    | —                                    | Trill                              |
| 2006  | "Upgrade U" (Beyoncé featuring Jay-Z)                                                                  | 59                                   | 11                                   | —                                    | —                                    | —                                    | —                                    | B'Day                              |
| 2006  | "Déjà Vu" (Beyoncé featuring Jay-Z)                                                                    | 4                                    | 1                                    | —                                    | 1                                    | 12                                   | 23                                   | B'Day                              |
| 2007  | "Umbrella" (Rihanna featuring Jay-Z)                                                                   | 1                                    | 4                                    | —                                    | 1                                    | 1                                    | 6                                    | Good Girl Gone Bad                 |
| 2007  | "Roc-A-Fella Billionaires" (Freeway featuring Jay-Z)                                                   | —                                    | 63                                   | —                                    | —                                    | —                                    | —                                    | Free at Last                       |
| 2008  | "Mr. Carter" (Lil Wayne featuring Jay-Z)                                                               | 62                                   | 27                                   | 14                                   | —                                    | 75                                   | —                                    | Tha Carter III                     |
| 2008  | "Swagga Like Us" (T.I. featuring Jay-Z, Lil Wayne & Kanye West)                                        | 5                                    | 11                                   | 4                                    | 33                                   | 19                                   | —                                    | Paper Trail                        |
| 2010  | "I'm Ill" (Red Café featuring Fabolous & Jay-Z)                                                        | —                                    | 74                                   | —                                    | —                                    | —                                    | —                                    | Red October                        |
| 2010  | "Hot Tottie" (Usher featuring Jay-Z)                                                                   | 21                                   | 9                                    | —                                    | 104                                  | 62                                   | —                                    | Versus EP                          |
| 2010  | "Monster" (Kanye West featuring Jay-Z, Rick Ross, Bon Iver & Nicki Minaj)                              | 18                                   | 30                                   | 15                                   | 146                                  | 43                                   | —                                    | My Beautiful Dark Twisted Fantasy  |
| 2012  | "I Do" (Young Jeezy featuring Jay-Z & André 3000)                                                      | 61                                   | 4                                    | 9                                    | —                                    | —                                    | —                                    | Thug Motivation 103                |
| 2012  | "Talk That Talk" (Rihanna featuring Jay-Z)                                                             | 31                                   | 14                                   | —                                    | 25                                   | 30                                   | —                                    | Talk That Talk                     |
| 2012  | "3 Kings" (Rick Ross featuring Dr. Dre & Jay-Z)                                                        | —                                    | —                                    | —                                    | —                                    | —                                    | —                                    | God Forgives, I Don't              |
| 2012  | "Clique" (Kanye West & Big Sean featuring Jay-Z)                                                       | 13                                   | 2                                    | 3                                    | 22                                   | 17                                   | —                                    | Cruel Summer                       |
| 2013  | "Suit and Tie" (Justin Timberlake featuring Jay-Z)                                                     | 3                                    | 2                                    | —                                    | 3                                    | 3                                    | —                                    | The 20/20 Experience               |

### Certifications des singles
| Année | Single                            | Pays / Association | Certification |
| ----- | --------------------------------- | ------------------ | ------------- |
| 1996  | "Dead Presidents II"              | RIAA               | Or            |
| 1996  | "I'll Be"                         | RIAA               | Or            |
| 1998  | "Hard Knock Life (Ghetto Anthem)" | RIAA               | Or            |
| 1998  | "Hard Knock Life (Ghetto Anthem)" | BPI                | Or            |
| 2002  | "'03 Bonnie & Clyde"              | ARIA               | Platine       |
| 2002  | "'03 Bonnie & Clyde"              | RIANZ              | Or            |
| 2002  | "'03 Bonnie & Clyde"              | IFPI               | Or            |
| 2003  | "Dirt off Your Shoulder"          | RIAA               | Or            |
| 2003  | "Crazy in Love"                   | RIAA               | Or            |
| 2003  | "Crazy in Love"                   | ARIA               | Platine       |
| 2003  | "Crazy in Love"                   | RIANZ              | Platine       |
| 2003  | "Crazy in Love"                   | Norvège            | Or            |
| 2003  | "Crazy in Love"                   | BPI                | Argent        |
| 2004  | "Numb/Encore"                     | RIAA               | Platine       |
| 2004  | "Numb/Encore"                     | IFPI               | Or            |
| 2006  | "Déjà Vu"                         | RIAA               | Or            |
| 2007  | "Umbrella"                        | RIAA               | 3 × Platine   |
| 2007  | "Umbrella"                        | ARIA               | Platine       |
| 2007  | "Umbrella"                        | Belgique           | Platine       |
| 2007  | "Umbrella"                        | Danemark           | Or            |
| 2007  | "Umbrella"                        | Finlande           | Platine       |
| 2007  | "Umbrella"                        | Allemagne          | Platine       |
| 2007  | "Umbrella"                        | RIANZ              | Platine       |
| 2007  | "Umbrella"                        | Espagne            | 8× Platine    |
| 2007  | "Umbrella"                        | Suisse             | Or            |
| 2007  | "Umbrella"                        | BPI                | Platine       |
| 2009  | "Run This Town"                   | RIAA               | 2 × Platine   |
| 2009  | "Run This Town"                   | RIANZ              | Or            |
| 2009  | "Run This Town"                   | ARIA               | Platine       |
| 2009  | "Empire State of Mind"            | RIAA               | 3 × Platine   |
| 2009  | "Empire State of Mind"            | RIANZ              | Platine       |
| 2009  | "Empire State of Mind"            | ARIA               | 3 × Platine   |